# Red Bull RB5
El Red Bull RB5 es un coche de Fórmula 1 diseñado por el equipo Red Bull Racing para la Temporada 2009 de Fórmula 1. Fue conducido por Sebastian Vettel, quien había competido para el equipo satélite de Red Bull, Toro Rosso, en la temporada anterior, y Mark Webber. El coche debutó el 9 de febrero de 2009 en el Circuito de Jerez, en España.
El coche le dio al equipo su primer pole position, su primera victoria y su primer 1-2 en el Gran Premio de China. A lo largo de la temporada, el coche demostró ser competitivo, ganando 6 de las 17 carreras, con Vettel en cuatro ocasiones y Webber en las otras dos. Como resultado, el equipo terminó segundo en el campeonato de constructores detrás del equipo Brawn GP, y Vettel finalizó segundo en el campeonato de pilotos detrás de Jenson Button.

## Especificaciones técnicas

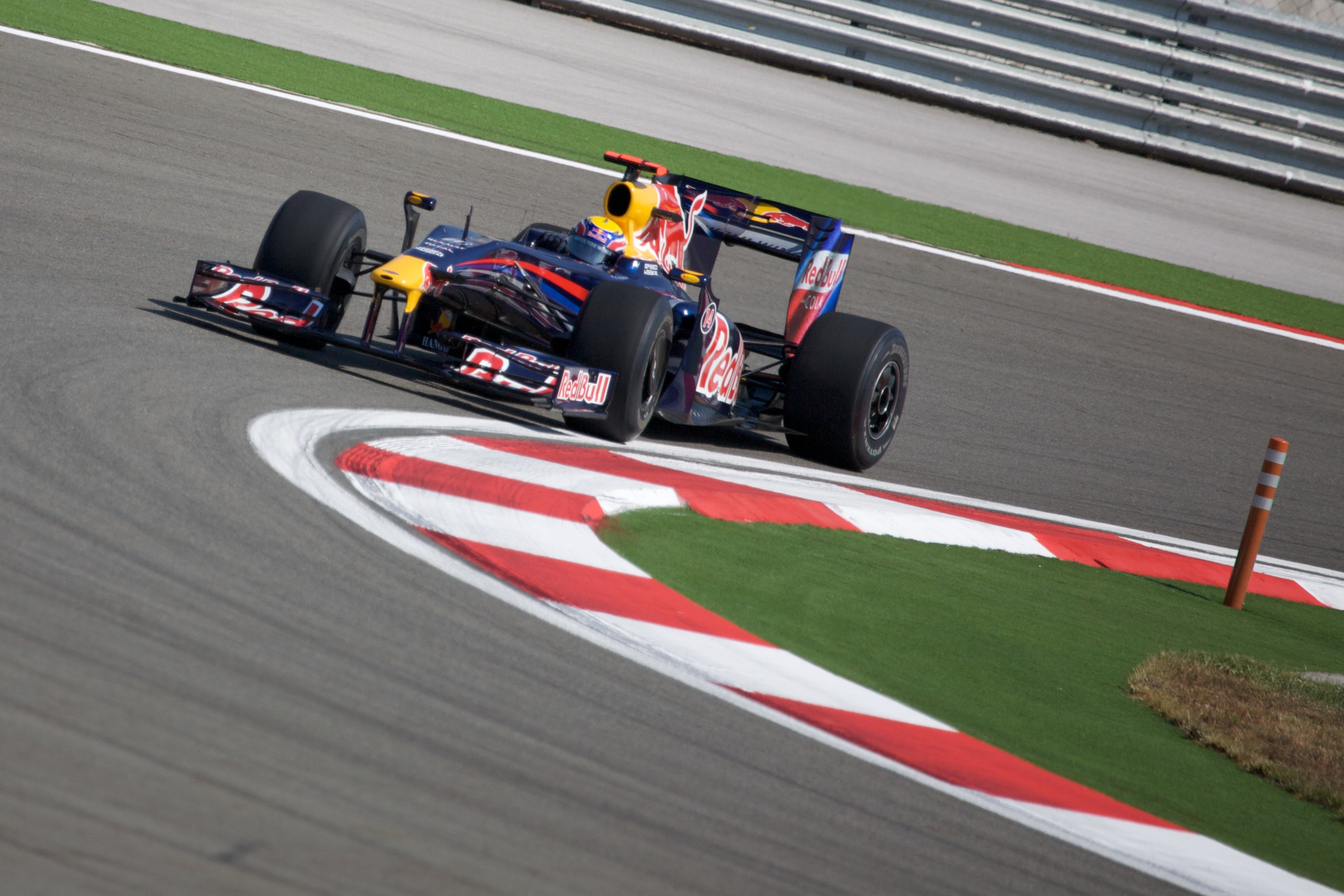
Mark Webber conduciendo el RB5 en el Gran Premio de Turquía.

Las nuevas normas en vigor para la temporada 2009 requerían que los monoplazas tengan alerones traseros más altos y más estrechos, y alerones delanteros más anchos y más bajos, diseñados para reducir la perturbación del aire para los coches que intentaban realizar un sobrepaso, haciendo esa tarea más fácil. Los neumáticos slicks fueron reintroducidos en la Fórmula 1, después de estar ausentes desde la temporada 1998. Se esperaba que con esto, el agarre de los neumáticos en el RB5 aumentaran alrededor de un 20%.
Hubo una posibilidad de que el RB5 podría presentar el sistema de recuperación de energía cinética, que permite que la energía que se desperdicia al frenar pueda ser reutilizada en cantidades fijadas por vuelta, a través de un botón impulsor en el volante del conductor. Originalmente, Red Bull intentó desarrollar su propio sistema, pero un incendio en la fábrica por sobrecalentamiento de las baterías hizo que el progreso se estancara. En enero de 2009, Red Bull anunció que utilizarían un sistema KERS idéntico al del equipo Renault, en una extensión del acuerdo existente entre el proveedor del motor y el equipo. Sin embargo, el RB5 nunca utilizó este sistema.

## Temporada 2009

### Lanzamiento
El RB5 fue presentado mucho tiempo después que el resto de sus rivales, para permitir un tiempo de desarrollo más largo, a expensas de un período reducido de pruebas. Red Bull esperaba que el RB5 fuese más competitivo que su predecesor, el RB4, que logró un podio en 2008. Vettel era optimista cuando lo consultaban sobre el potencial del coche:

Obviamente no sería correcto estar aquí y decir que voy a ganar el campeonato mundial. Quiero hacerlo, pero tenemos que ver. Necesitamos ver cómo vamos, donde estamos en comparación con los demás. Creo que las nuevas normas podrían darnos una oportunidad a los equipos como nosotros para reducir la brecha con los de adelante, pero los favoritos son Ferrari y McLaren, sin duda.

Sebastian Vettel, quien desde que se unió a Toro Rosso acostumbra a ponerle nombre a sus coches, llamó a su Red Bull RB5 'Kate' y luego tras tener que cambiar el chasis por un accidente en Albert Park, llamó al nuevo 'la hermana sucia de Kate'.

### Pruebas

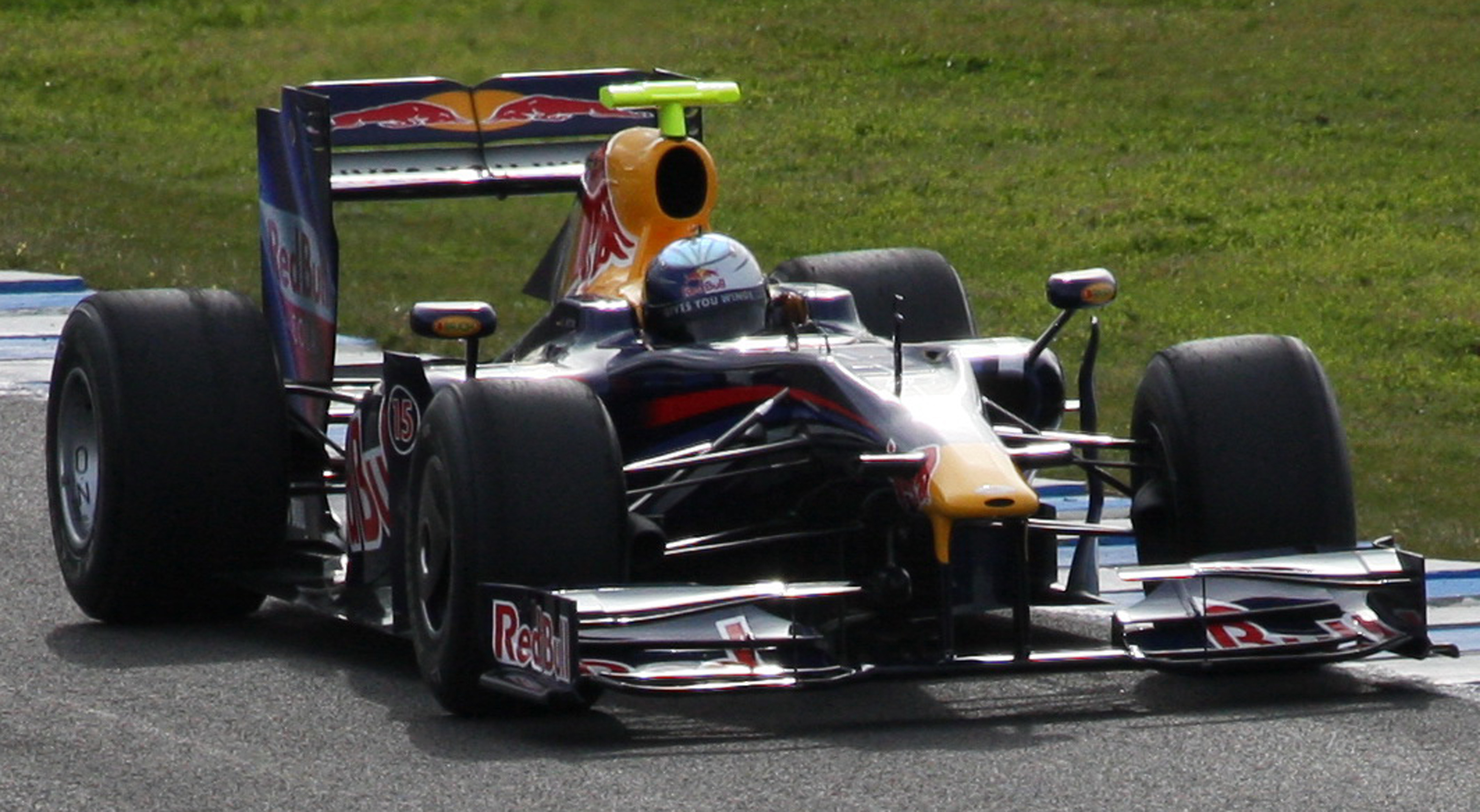
Sebastian Vettel probando el RB5 en febrero de 2009

Las pruebas iniciales del RB5 en Jerez fueron detenidas cuando se detectaron altas temperaturas en el aceite de la caja de cambios. Cuando el problema fue resuelto el RB5 fue el coche de especificación más rápido de 2009 en Jerez, donde Vettel fue más rápido que su equivalentes de Williams, McLaren y los coches de Renault. Webber regresó a un coche de Fórmula 1 después de quebrarse su pierna en una bicicleta en noviembre de 2008; completó 83 vueltas en el RB5, una distancia aproximada a la de un Gran Premio, y no reportó problemas, siendo más rápido de lo que lo fue Vettel el día anterior.

## Resultados
(Clave) (negrita indica pole position) (cursiva indica vuelta rápida)
| Año  | Motor                    | Neu. | N.º | Pilotos          | 1   | 2    | 3   | 4   | 5   | 6   | 7   | 8   | 9   | 10  | 11  | 12  | 13  | 14  | 15  | 16  | 17  | Puntos | Pos. |
| ---- | ------------------------ | ---- | --- | ---------------- | --- | ---- | --- | --- | --- | --- | --- | --- | --- | --- | --- | --- | --- | --- | --- | --- | --- | ------ | ---- |
| 2009 | Renault RS27-2009 2.4 V8 | B    |     |                  | AUS | MYS‡ | CHN | BHR | ESP | MON | TUR | GBR | GER | HUN | EUR | BEL | ITA | SIN | JPN | BRA | ABU | 153,5  | 2º   |
| 2009 | Renault RS27-2009 2.4 V8 | B    | 14  | Mark Webber      | 12  | 6†   | 2   | 11  | 3   | 5   | 2   | 2   | 1   | 3   | 9   | 9   | Ret | Ret | 17  | 1   | 2   | 153,5  | 2º   |
| 2009 | Renault RS27-2009 2.4 V8 | B    | 15  | Sebastian Vettel | 13≠ | 15≠  | 1   | 2   | 4   | Ret | 3   | 1   | 2   | Ret | Ret | 3   | 8   | 4   | 1   | 4   | 1   | 153,5  | 2º   |

- ≠ El piloto no acabó el Gran Premio, pero se clasificó al completar el 90% de la distancia total.
- † Se repartieron la mitad de puntos, ya que no se completó el 75% de la carrera.

## Regalo del monoplaza aAdrian Newey
En julio del 2010, Red Bull le regaló a su diseñador Adrian Newey un completo RB5 como agradecimiento por transformar a Red Bull en un equipo aspirante al título. Newey primero manejó el monoplaza en la pendiente en el Festival de la Velocidad de Goodwood.